# Lorenzo Abruñedo
Lorenzo Abruñedo Zueros (Oviedo, 1836-Madrid, 1904) fue un tenor español de la segunda mitad del siglo XIX.

## Biografía
Inicia su vida laboral trabajando como elaborador de hierro forjado en la empresa Bertrand Hermanos. Fue descubierto por el maestro de capilla de la Catedral de Oviedo.
Comenzó sus estudios de canto en Barcelona, con pocos recursos económicos, continuándolos después en Valencia, donde encontró trabajo que le permitió sufragar sus estudios, de donde pasó a Granada bajo la dirección de Giorgio Ronconi, donde, tras dos años, su voz fue, finalmente, valorada. De Granada pasó a Madrid, donde ganó por oposición una plaza en el conservatorio. Posteriormente, se trasladó a Milán con el maestro Gerli. Debutó con un gran triunfo en el teatro de Bérgamo, convirtiéndose en uno de los principales tenores del mundo.
Empezó de figurante y partichino con las compañías de ópera que llegaban a Oviedo. Llamó la atención porque su voz tenía un timbre muy bello y por su agudo oído que le permitía repetir, tras una sola audición, cualquier pasaje de las óperas que se ensayaban o representaban
Debutó el 8 de enero de 1866 en el teatro Real de Madrid con Un ballo in maschera, obteniendo un éxito sensacional y más tarde en Barcelona como Ramadés en Aida.
Su amplio repertorio incluye también La Africana, Sonámbula, Puritanos y La Forza del Destino. En 1877 actuó en la primera ópera escenificada en el Teatro Payret de La Habana. El 26 de marzo de 1885 actuó en el Teatro-Circo de la calle Santa Susana de Oviedo, representando Favorita, en lo que fue un homenaje de su Ciudad natal a su persona. El 15 de septiembre de 1885 volvió a actuar en Oviedo, con Lucrecia. Actuó por los principales teatros de Europa y América hasta edad muy avanzada. El 19 de septiembre de 1893 actúa en la segunda temporada del Teatro Campoamor de Oviedo con La Favorita, teniendo como compañero de reparto a otro asturiano, el barítono Joaquín García Tamargo.  Luis Arrones Peón ha escrito una biografía del tenor: Lorenzo Abruñedo: Un Tenor ovetense para el Mundo.